# Accords Sikorski-Maïski

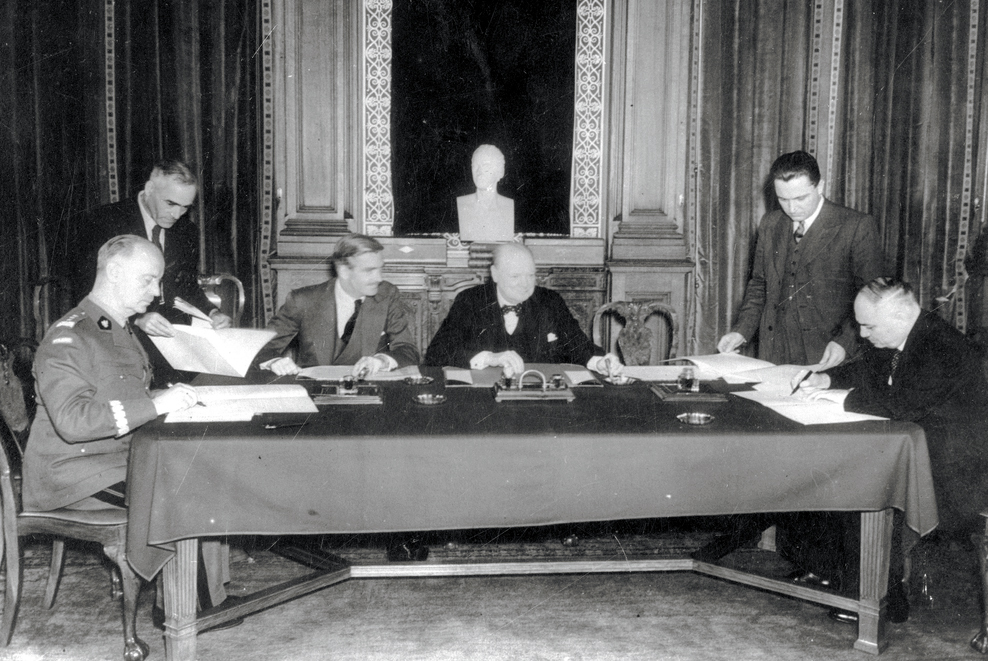
Photo prise lors de la signature des accords Sikorski-Maïski.

Les accords Sikorski-Maïsky sont un traité passé le 30 juillet 1941,, entre l’Union soviétique et la Pologne, représentée par le Gouvernement polonais en exil à Londres. Il porte les noms des deux principaux signataires : Władysław Sikorski, premier ministre polonais, et Ivan Maïski, ambassadeur soviétique au Royaume-Uni.

## Contexte
Après la signature du pacte de non agression entre le Troisième Reich et l’Union soviétique en 1939, cette dernière prenant part à l’invasion ,, puis au démembrement de la Pologne.
La Pologne est déclarée inexistante, et tous les citoyens polonais des zones annexées sont considérés comme citoyens soviétiques. Ensuite a lieu l’arrestation et l’internement par le NKVD de plus d’un million et demi de citoyens polonais (dont 250 000 prisonniers de guerre et environ 1 500 000 déportés civils) lors d'une vague de répression.
À la suite du déclenchement de l’opération Barbarossa en juin 1941, Staline recherche une aide auprès des adversaires de l’Allemagne nazie, qui envahit l'Union soviétique. Fortement encouragé par Anthony Eden, chef du Foreign Office, Sikorski, entame des négociations avec l’ambassadeur soviétique à Londres Ivan Maïski en vue de rétablir des relations diplomatiques entre la Pologne et l'Union soviétique. Sikorski fut le maître d’œuvre de l’accord conclu entre les deux gouvernements et signé le 30 juillet 1941. Une alliance militaire est ensuite signée à Moscou le 14 août 1941,.
Plus tard dans l’année, Sikorski se rend à Moscou avec une mission diplomatique (comprenant le futur ambassadeur de Pologne en Union soviétique, Stanisław Kot, et le chef de la mission militaire polonaise à Moscou, le général Zygmunt Bohusz-Szyszko).

## Contenu
Staline accepte de déclarer nuls et non avenus tous les accords antérieurs avec l’Allemagne nazie, d'invalider la partition de la Pologne et de libérer des dizaines de milliers de prisonniers de guerre polonais détenus dans les camps. En vertu de ces accords, les Soviétiques accordent le 12 août 1941, une « amnistie » à de nombreux citoyens polonais.
Une armée polonaise en Union soviétique est formée mais dans des conditions mal définies. Les Soviétiques souhaitent plusieurs divisions polonaises réparties dans des corps d’armée soviétiques, mais les Polonais veulent une armée purement polonaise forte de deux corps d’armée composés de divisions renforcées. Le colonel Nikodem Sulik est chargé de procéder au recrutement.
Les lieux de regroupement restent flous, et aucune installation n’est prévue. Équipement et armement ne sont pas livrés dans des conditions acceptables par les Polonais. Approvisionnement et nourriture font défaut. Aucune information fiable n’est communiquée aux Polonais sur le sort des prisonniers de guerre, notamment concernant les milliers d’officiers polonais disparus. 
À peine plus de 40 000 hommes sont considérés comme opérationnels par le général Władysław Anders, responsable de cette force. Convaincu de la mauvaise foi de Staline et de l’absence de perspectives, Anders opte pour le transfert en Iran de cette armée en cours de formation. Les circonstances de la formation et de l’évacuation de l’« armée Anders » et l’incertitude sur le sort des prisonniers polonais, pèsent pour longtemps sur les relations soviéto-polonaises.